# Lara Ivanuša
Lara Ivanuša (1997. január 9. –) szlovén női válogatott labdarúgó. Az orosz bajnokságban érdekelt Szpartak Moszkva támadója.

## Pályafutása

### A válogatottban
Horvátország ellen 2013. március 8-án egy barátságos találkozón húzhatta fel első alkalommal a címeres mezt.

## Statisztikái

### A válogatottban
2023. október 27-el bezárólag
| Válogatott | Szezon   | Mérk. | Gól |
| ---------- | -------- | ----- | --- |
| Szlovénia  |          |       |     |
| 2013       | 2        | 0     |     |
| 2016       | 6        | 0     |     |
| 2017       | 3        | 1     |     |
| 2018       | 7        | 0     |     |
| 2019       | 6        | 1     |     |
| 2020       | 1        | 0     |     |
| 2021       | 1        | 0     |     |
| 2023       | 3        | 0     |     |
| Összesen   | Összesen | 29    | 2   |

| Szlovénia színeiben szerzett góljai | Szlovénia színeiben szerzett góljai | Szlovénia színeiben szerzett góljai | Szlovénia színeiben szerzett góljai | Szlovénia színeiben szerzett góljai | Szlovénia színeiben szerzett góljai | Szlovénia színeiben szerzett góljai | Szlovénia színeiben szerzett góljai |
| ----------------------------------- | ----------------------------------- | ----------------------------------- | ----------------------------------- | ----------------------------------- | ----------------------------------- | ----------------------------------- | ----------------------------------- |
|                                     |                                     |                                     |                                     |                                     |                                     |                                     |                                     |
| Gól                                 | Dátum                               | Helyszín                            | Ellenfél                            | Találat                             | Eredmény                            | Esemény                             | Forrás                              |
| 1                                   | 2016. április 12.                   | Športni park Lendava, Lendva        | Észak-Macedónia                     | 2–0                                 | 8–1                                 | 2017-es Eb-selejtező                | [ 3 ]                               |
| 2                                   | 2018. június 7.                     | Tórsvøllur Stadion, Tórshavn        | Feröer                              | 1–0                                 | 4–0                                 | 2019-es vb-selejtező                | [ 4 ]                               |

## Sikerei, díjai

### Klubcsapatokban
Magyar bajnok (2):
- Ferencváros (2): 2020–21, 2021–22

 Magyar kupagyőztes (1):
- Ferencváros (1): 2020–21

 Skót bajnok (1):
- Glasgow City (1): 2018

 Skót ligakupa-győztes (1):
- Glasgow City (1): 2018

### A válogatottban
Szlovénia
- Isztria-kupa aranyérmes (1): 2019[5]

### Egyéni
Az év játékosa (1): 2018